# Thomas Walter (Informatiker)
Thomas Walter (* 1966 in Frankfurt am Main) ist ein deutscher Informatiker. Er ist Professor für Informationsdienste an der Universität Tübingen und Leiter des dortigen Zentrums für Datenverarbeitung.

## Leben
Nachdem Thomas Walter an der Hohen Landesschule in Hanau sein Abitur abgelegt hatte, studierte er von 1986 bis 1991 Physik an der Technischen Universität Darmstadt. Während dieser Zeit war er 1989 am Deutschen Elektronen-Synchrotron in Hamburg und wurde ebenfalls 1989 in das Förderprogramm der Studienstiftung des deutschen Volkes aufgenommen.
Nach dem Studium war er bis 1995 Wissenschaftlicher Mitarbeiter an der TU Darmstadt, wobei er 1991 den Förderpreis der Wilhelm und Else Heraeus-Stiftung erhielt und 1994 im Fachbereich Mathematik promovierte. Von 1995 bis 1997 war er Wissenschaftlicher Mitarbeiter im Referat Quantitative Analysen, Statistik, Datenverarbeitung des Wissenschaftsrates. Von 1998 bis August 2000 leitete Thomas Walter die Stabsstelle Datenverarbeitung und Organisation (DVO) an der Universität in Tübingen.
Im September 2000 erfolgte der Ruf an den Lehrstuhl für Programmierung und Betrieb von Web-Sites an der Fachhochschule in Kaiserslautern. Zum Sommersemester 2006 wurde er Dekan des Fachbereichs Informatik und Mikrosystemtechnik (IMST). Im Oktober 2008 wurde er zunächst auf die W3-Professur Informationsdienste an der Universität Tübingen berufen. Im Dezember übernahm er dann die Professur für Informationsdienste.
Seit Anfang 2014 ist er Vorstandsvorsitzender der HIS eG, einer Genossenschaft der Hochschulen in Deutschland zur bedarfsgerechten und effizienten Versorgung mit Hochschulmanagementsoftware.

## Forschungsschwerpunkte
- HISQIS Modul COB, Entwicklung eines Webinterfaces für KLR-Modul HISCOB-GX, in Zusammenarbeit mit der HIS GmbH
- JENIFFER (Java Extended Nef Image File Format EditoR), ein Tool, mit dem man verschiedene Interpolationsverfahren und adaptive Verfahren nachvollziehen kann

## Veröffentlichungen
- Verzögerte Bifurkationen als Effekt langsamer Parameteränderung
- Analysis of Slow Passage of Suhl Threshold
- Kontrastangepaßte Schwarzweiß-Dias nach dem Zonensystem
- Delayed Bifurcations at the first-order Suhl Threshold
- Mit JENIFFER zum digitalen Highend-Bild
- Kompendium der Web-Programmierung
- Grundlagen der Informatik
- MediaFotografie